# Ascanio Filomarino
Ascanio Filomarino (Nápoles, 1583 - Nápoles, 3 de novembro de 1666) foi um cardeal do século XVII.

## Biografia
Nasceu em Nápoles em 1583. Da nobre família dos duques Della Torre. O mais velho dos cinco filhos de Claudio Filomarino e Porzia di Leonessa. Os outros filhos eram Scipione (marechal de campo e conselheiro de Estado), Francesco (abade de S. Giorgio Maggiore em Nápoles), Marcantonio (um frade capuchinho de nome Francesco Maria e prior da basílica del Carmine de Nápoles) e Ferdinando (clérigo regular com o nome de Gennaro e bispo de Calvi). Parente do cardeal Ladislao d'Aquino (1616).
Estudou umane lettere ; e, posteriormente, doutorou-se em direito em Benevento.
Foi para Roma com seu amigo Ladislao d'Aquino, futuro cardeal (1616). O Papa Urbano VIII nomeou-os camareiros privados participantes e cânones do capítulo da basílica patriarcal da Libéria. Mestre de câmara do cardeal Francesco Barberini, sênior, nas legações à França e à Espanha. Cânon da basílica patriarcal do Vaticano. Foi à Espanha trazer o fascínio do novo príncipe infante. Promoção recusada à sé metropolitana de Salerno oferecida pelo rei da Espanha.
Ordenado (nenhuma informação encontrada). Abade commendatario da abadia de S. Maria Maddalena em Armilis em S. Egidio del Monte Albino até 1634.
Criado cardeal sacerdote no consistório de 16 de dezembro de 1641; recebeu o gorro vermelho e o título de S. Maria in Aracoeli, em 10 de fevereiro de 1642.
Eleito arcebispo de Nápoles em 16 de dezembro de 1641; tomou posse da sé por intermédio de seu irmão Gennaro Filomarino, bispo de Calvi, em janeiro de 1642. Consagrado, domingo, 19 de janeiro de 1642, Capela Sistina, Roma, pelo cardeal Antonio Barberini, sênior, OFMCap., auxiliado por Fuasto Poli, arcebispo titular de Amasea, e por Gennaro Filomarino, bispo de Calvi. Na mesma cerimônia foi consagrado o cardeal Vincenzo Maculani, OP, arcebispo de Benevento. Celebrou os sínodos diocesanos em 1642, 1644, 1646, 1649, 1652, 1658 e 1662. Participou do conclave de 1644, que elegeu o Papa Inocêncio X. Ele mediou a revolta de Masaniello (abreviação de Tommaso Aniello) contra o domínio dos Habsburgos em Nápoles em 1647. Participou do conclave de 1655, que elegeu o Papa Alexandre VII. Ele teve um papel ativo durante a grave praga epidêmica de 1656.
Morreu em Nápoles em 3 de novembro de 1666. Exposto e enterrado na catedral metropolitana de Nápoles.